# Gustav Seeber
Gustav Seeber (* 23. August 1933 in Nordhausen; † 16. Juni 1992 in Leipzig) war ein deutscher Historiker.

## Leben
Nach dem 1952 abgelegten Abitur begann Seeber ein Studium der Geschichte und Pädagogik an der Friedrich-Schiller-Universität Jena (FSU Jena). Er legte 1956 sein Staatsexamen ab und wurde wissenschaftlicher Assistent am Historischen Institut der FSU Jena. 1958 wechselte er als wissenschaftlicher Mitarbeiter an die Außenstelle Leipzig des Instituts für Geschichte der Deutschen Akademie der Wissenschaften zu Berlin.
Von 1960 bis 1963 hatte Seeber eine außerplanmäßige wissenschaftliche Aspirantur inne. Er promovierte im August 1963 bei Ernst Engelberg und Rolf Weber mit dem Thema Zur Geschichte des Linksliberalismus in Deutschland 1877/78 bis 1893. 1969 wurde er Abteilungsleiter am Institut für Geschichte. Im Februar 1972 erfolgte eine kumulative Promotion B an der Deutschen Akademie der Wissenschaften. Im September 1972 wurde er dort zum Professor ernannt. Bis 1991 leitete er den Wissenschaftsbereich „Deutsche Geschichte 1789–1917“ am Zentralinstitut für Geschichte.
Von 1981 bis 1989 gab Seeber die Studienbibliothek DDR-Geschichtswissenschaft heraus. 1983 wirkte er in der Historikerkommission DDR-Ungarn als Vorsitzender der DDR-Sektion. Von 1988 bis 1990 gehörte er dem Redaktionskollegium des Jahrbuchs für Geschichte an. Von 1991 bis 1992 war er außerdem Vorsitzender des Rosa-Luxemburg-Vereins Leipzig.
Seit 1957 war Gustav Seeber mit der Historikerin Eva Seeber verheiratet.

## Schriften (Auswahl)
- Die deutsche Sozialdemokratie und die Entwicklung ihrer revolutionären Parlamentstaktik von 1867 bis 1893. Einführung in die originalgetreue Reproduktion des Buches „Die Sozialdemokratie im Deutschen Reichstag“. Dietz Verlag, Berlin 1966.
- mit Walter Wittwer: Kleinbürgerliche Demokratie im Bismarck-Staat. Entwicklungstendenzen und Probleme. Buchverlag Der Morgen, Berlin 1971.
- (Hrsg.): Monarchen und Minister. Sozialdemokratische Publizistik gegen Monarchismus und Volksbetrug. Deutscher Verlag der Wissenschaften, Berlin 1974.
- mit Horst Bartel, Wolfgang Schröder, Heinz Wolter: Der Sozialdemokrat 1879–1890. Ein Beitrag zur Rolle des Zentralorgans im Kampf der revolutionären Arbeiterbewegung gegen das Sozialistengesetz. Dietz Verlag, Berlin 1975.
- Friedrich Hammachers Aufzeichnungen über den Bergarbeiterstreik von 1889. In: Jahrbuch für Geschichte, Band 16, 1977, S. 403–458.
- (Hrsg.): Bismarcks Sturz. Zur Rolle der Klassen in der Endphase des preußisch-deutschen Bonapartismus 1884/85–1890. Akademie-Verlag, Berlin 1977.
- (Hrsg.): Gestalten der Bismarckzeit. 2 Bände. Akademie-Verlag, Berlin 1978/1986.
- mit Horst Bartel, Wolfgang Schröder: Das Sozialistengesetz 1878–1890. Illustrierte Geschichte des Kampfes der Arbeiterklasse gegen das Ausnahmegesetz. Dietz Verlag, Berlin 1980.
- mit Heinz Wolter: Mit Eisen und Blut. Die preußisch-deutsche Reichsgründung von 1870/71. Dietz Verlag, Berlin 1981 (= Schriftenreihe Geschichte).
- Preußen in der deutschen Geschichte nach 1789. Akademie-Verlag 1983 (= Studienbibliothek DDR-Geschichtswissenschaft. 3).
- mit Walter Schmidt: Deutsche Geschichte. Band 5: Der Kapitalismus der freien Konkurrenz und der Übergang zum Monopolkapitalismus im Kaiserreich von 1871 bis 1897. Deutscher Verlag der Wissenschaften, Berlin 1988, ISBN 3-326-00311-0.
- Bismarckzeit. Historische Streiflichter einer Epoche. 1871–1895. Urania-Verlag, Leipzig 1991, ISBN 3-33200328-3.